# Żukowo Morskie
Żukowo Morskie (do 1945 niem. See Suckow) – wieś w Polsce położona w województwie zachodniopomorskim, w powiecie sławieńskim, w gminie Darłowo, nad rzeką Grabową i przy drodze wojewódzkiej nr 203.
Według danych z 28 września 2009 roku wieś miała 130 stałych mieszkańców.
Obszar wsi jest objęty strefą ochrony uzdrowiskowej "C" Dąbki.
W latach 1975–1998 miejscowość położona była w województwie koszalińskim.